# 池田恒雄
池田 恒雄（いけだ つねお、1911年5月3日 - 2002年2月9日）は、日本のスポーツを中心としたジャーナリスト、出版社経営者。ベースボール・マガジン社（以下、BBM）の創立者。社長・会長を歴任。
相撲評論家の池田雅雄は弟。工藤写真館が実家の妻とは離婚。作家の工藤美代子、BBM2代目社長の池田郁雄、3代目社長の池田哲雄（三男）、翻訳家の池田晶子は実子。スキー選手の猪谷千春は元娘婿。元産経新聞記者でジャーナリストの猪谷千香は孫。英文学者の池田雅之は甥。

## 来歴・人物
新潟県北魚沼郡小出町（現・魚沼市）出身。旧制・新潟県立小千谷中学校を経て、早稲田大学文学部を卒業。大学在学中の1931年に雑誌「野球界」の編集に携わり、雑誌編纂や野球の魅力にとりつかれていく。1937年に同誌編集長就任。
戦後1946年4月、「ベースボールマガジン」を自身の立ち上げた恒文社から創刊し、5月編集部門としてBBMを設立した（1951年3月に株式会社化、ベースボールマガジンの発行元となる）。BBM社長を務める傍ら、記者としても活動した。1958年には「週刊ベースボール」を創刊。従来の季刊、月刊ではなく、「現場の臨場感をできるだけ早く伝える」ために週刊化に踏み切った。当時は長嶋茂雄が読売ジャイアンツに入団して間もない頃（創刊号の表紙は長嶋と広岡達朗のツーショット）で、野球人気が学生野球からプロ野球へ移行していく時期だった。
故郷・新潟への強いこだわりから、恒文社からはスポーツ関連の書籍。郷里新潟に関する書籍・ムックも出版した。新潟県南魚沼市にはBBM新潟支社も設置されている。また旧小出町出身者で構成する「東京小出会」の5代目会長を務めた。
1986年には、ソビエト連邦に野球を紹介し、国際交流に尽力した。
1989年に、雑誌記者出身者としては初めて野球殿堂入り（特別表彰）。
1998年秋に、出身地近くの南魚沼市浦佐に「池田記念美術館」を創設（自身で立ち上げた財団法人池田記念財団が運営）、「小泉八雲文学資料室」や極東ユーラシア地域との交流で得た文化・スポーツに関連するコレクションが展示されている。
BBM社長を息子の池田郁雄に譲り、会長に退く。
2002年2月9日、死去。90歳没。この際には、星野仙一（当時：阪神タイガース監督）が、「プロ野球がこれほど発展する前からずっと支えてくれた人。もっと我々は弔意を示さねばならない」とコメントを残した。